# یواس‌اس فانتوم (ای‌ام-۲۷۳)
یواس‌اس فانتوم (ای‌ام-۲۷۳) (به انگلیسی: USS Phantom (AM-273)) یک کشتی بود که طول آن ۱۸۴ فوت ۶ اینچ (۵۶٫۲۴ متر) بود. این کشتی در سال ۱۹۴۳ ساخته شد.